# Papa Felix I
Felix I (n. secolul al III-lea d.Hr., Roma, Imperiul Roman – d. 30 decembrie 274 d.Hr., Roma, Imperiul Roman) a fost al 26-lea papă al Bisericii Catolice de la 5 ianuarie 269 până la 30 decembrie 274. 

## Orgine
Conform informațiilor din "Liber Pontificalis", Felix era roman din naștere, iar tatăl său se numea Constantin.

## Activitate
A fost ales pentru scaunul lui Petru pe 5 ianuarie 269. Papa Felix I a decretat ca anual să se celebreze o liturghie pe mormintele martirilor ("Hic constituit supra memorias martyrum missas celebrare"). Autorul acestei informații face aluzie evidentă la obiceiul primar de a celebra Euharistia, lângă mormintele martirilor în criptele din catacombe („missa ad corpus”), pe când celebrarea solemnă care se făcea întotdeauna în bazilici construite pe catacombe datează din secolul al IV-lea, epocă în care au fost edificate marele bazilici cimiteriale romane. Sub împăratul Aurelian, la 30 decembrie 274 a fost martirizat, și înmormântat la a doua milă pe Via Aurelia, într-o bazilică construită prin grija lui ("Hic fecit basilicam in Via Aurelia, ubi sepultus est").

## O biografie cu multe erori
Conform studiilor recente și convingerii autoritare a istoricilor, multe dintre aceste informații sunt eronate. 
Întâi de toate nu reiese că Felix I ar fi îndurat martiriul; într-adevăr, în sec. al IV-lea numele lui n-a fost înscris în „Depositio martyrum” (catalogul martirilor), ci în „Depositium episcoporum” (Catalogul episcopilor Romei). 
O altă dată discordantă este cea privitoare la „ziua sa de naștere” pentru cer sau a morții sale („dies natalis”): atât Liber Pontificalis cât și Martirologiul Roman menționează ziua de 30 mai și nu pe cea de 30 decembrie. Este foarte probabil că autorul-compilator al Liber Pontificalis, în copierea datei „depositio” a citit „III Kal.iun.” (=trei zile înainte de calendele – prima zi – a lunii iunie) ca fiind „III Kal. ian.” (=a treia zi înainte de începutul lui ianuarie).
Cât privește bazilica, nu sunt date certe că Papa Felix I ar fi fost cu-adevărat ctitorul acesteia. Este sigur este însă – cum afirmă Depositio – că Papa Felix I n-a fost înmormântat pe Via Aurelia, dar în cimitirul Sf. Calixt pe Via Appia. Din acest motiv, istoricii moderni consideră că Papa Felix I a fost confundat cu un martir omonim înmormântat pe Via Aurelia.
Cât despre decretul liturgic despre care vorbește Liber Pontificalis nu se poate în nici un chip dovedi autenticitatea; probabil autorul i-a atribuit paternitatea întrucât Papa Felix I a păstrat obiceiul de a celebra memoria martirilor.
Date fiind aceste dubii, se poate afirma că singurele informații precise cu privire la Papa Felix I sunt cele furnizate de „Depositio episcoporum”: locul înmormântării (Via Appia) și anii pontificatului (5 ianuarie 269 – 30 martie 274).

## Felix I șierezia
Îndată după alegerea lui Felix ca succesor al lui  Dionisiu, a ajuns la Roma raportul Sinodului din Antiohia ținut în 268, sinod în care a fost depus episcopul locului Paul din Samosata, din cauza învățăturilor sale eronate cu privire la doctrina Trinitară. Fragmente din această scrisoare trimisă lui Papa Dionisiu, dar ajunsă la Papa Felix I, (fragmente ce pun clar în lumină rea-voința lui Paul din Samosata) s-au păstrat și au fost publicate în colecțiile conciliilor de Mansi, Hefele-Leclerq și de C. Karalevskij. De adăugat că este vorba de al treilea conciliu care evalua învățătura lui Paul din Samosata și, deși celelalte două îi ceruse clar să-și revizuiască atitudinea și învățătura el nu doar că a refuzat dar după conciliul din 266, „a scos din liturghia de Paști imnurile cristologice și le-a înlocuit cu altele în onoarea sa” (Mansi, I, coll. 1089-1104). Nu se știe precis care a fost rolul jucat de Papa Felix I în această dispută, se știe numai că Paul a refuzat să părăsească palatul episcopal până în 272, când cauza a ajuns la împăratul Aurelian, care a decis să dea câștig de cauză (deci să încredințeze imobilele bisericești ale Bisericii din Antiohia) „credincioșilor și clericilor care erau în comuniune cu Biserica Romei”.

## Martirologiu Roman
La 30 mai – Sfântul Felix I, Papă și Martir, a cărui zi de naștere este amintită pe 30 decembrie, el a guvernat Biserica pe timpul Împăratului Aurelian care a ridicat cultul zeului soare, sol invictus, la rangul de religie a întregului imperiu..